# میو درمودی
مِیو درمودی (انگلیسی: Maeve Dermody؛ زادهٔ ۱ ژانویهٔ ۱۹۸۵) بازیگر اهل استرالیا است.
از فیلم‌ها یا برنامه‌های تلویزیونی که وی در آن نقش داشته است می‌توان به دریاچه سیاه، وقایع‌نگاری فرانکنشتاین، کیت زیبا و سپس هیچ‌کدام باقی نماندند اشاره کرد.